# Война между Аси и Вани
Война между Аси и Вани е война, водена между двете групи богове в скандинавската митология Аси и Вани. Това е първата война след създаването на света от боговете.
Причина за избухването ѝ става изпращането от ваните на магьосницата Гулвейг („Силата на златото“) при асите. Нейните магии вселяват раздори между тях и те убиват Гулвейг с копия, три пъти я изгарят, но тя отново се възражда.[източник? (Поискан днес)] Тогава асите решават да поведат война с ваните. Войната започва Один, който първи хвърля копието си по войската на ваните. Ваните отблъскват асите и ги обсаждат в Асгард. В крайна сметка войната завършва с мир и размяната на заложници като гаранти за спазването на мира. От страна на ваните при асите отиват Ньорд и децата му Фрейр и Фрея, а от асите отиват при ваните Хьонир и Мимир. Впоследствие ваните са асимилирани от асите.
Тази война е първата разпра, която ознаменува края на Златния век (времето на мир и благоденствие) и поставя началото на събитията, които според пророчествата в скандинавската митология ще доведат до Рагнарьок.
Подобни митове за война между боговете има в древноиндийската митология (войната на девите (боговете) с асурите) и в древногръцката митология (Титаномахия).